# Mansa tarsalis
Mansa tarsalis là một loài tò vò trong họ Ichneumonidae.